# Parafia św. Jana Chrzciciela w Brańszczyku

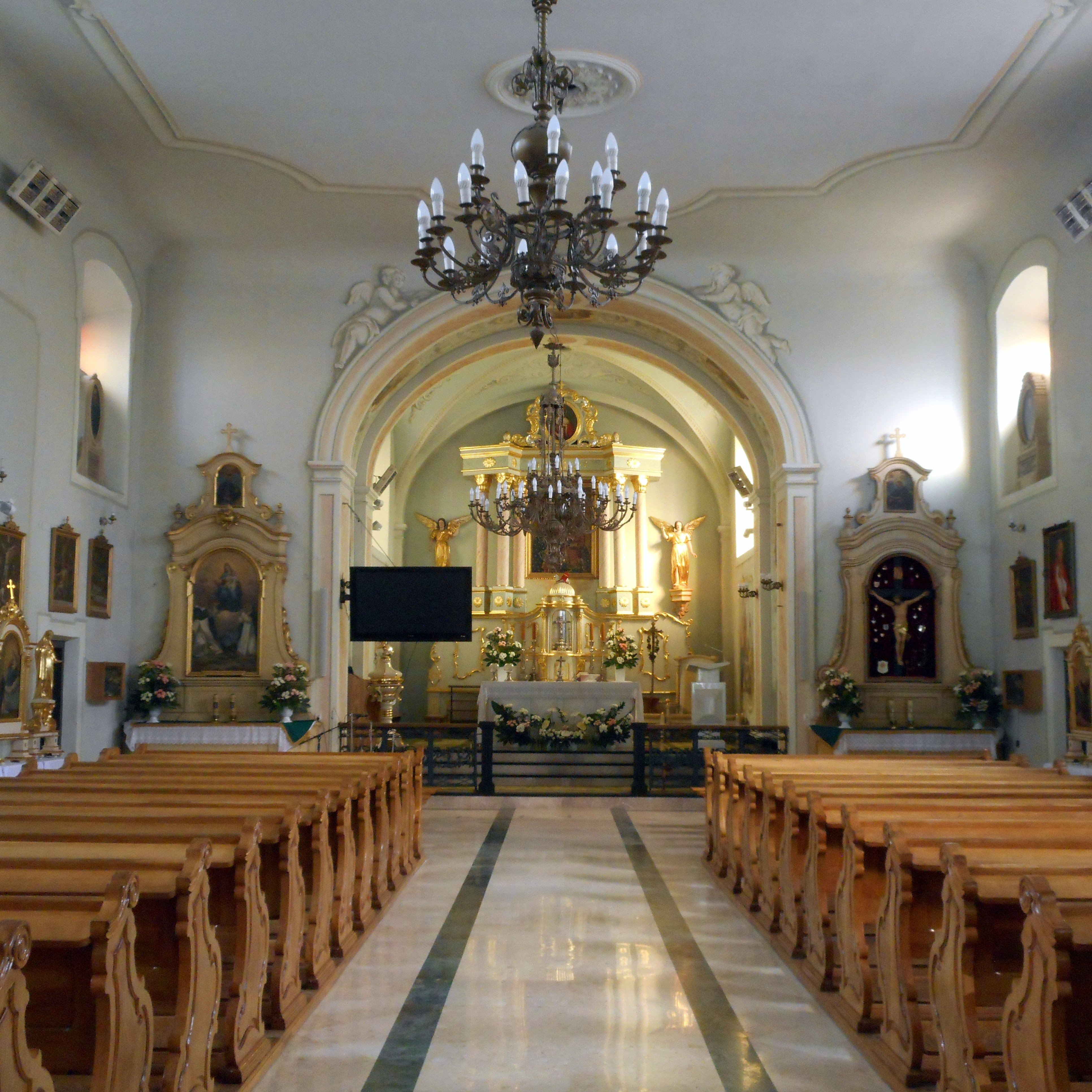
Wnętrze kościoła

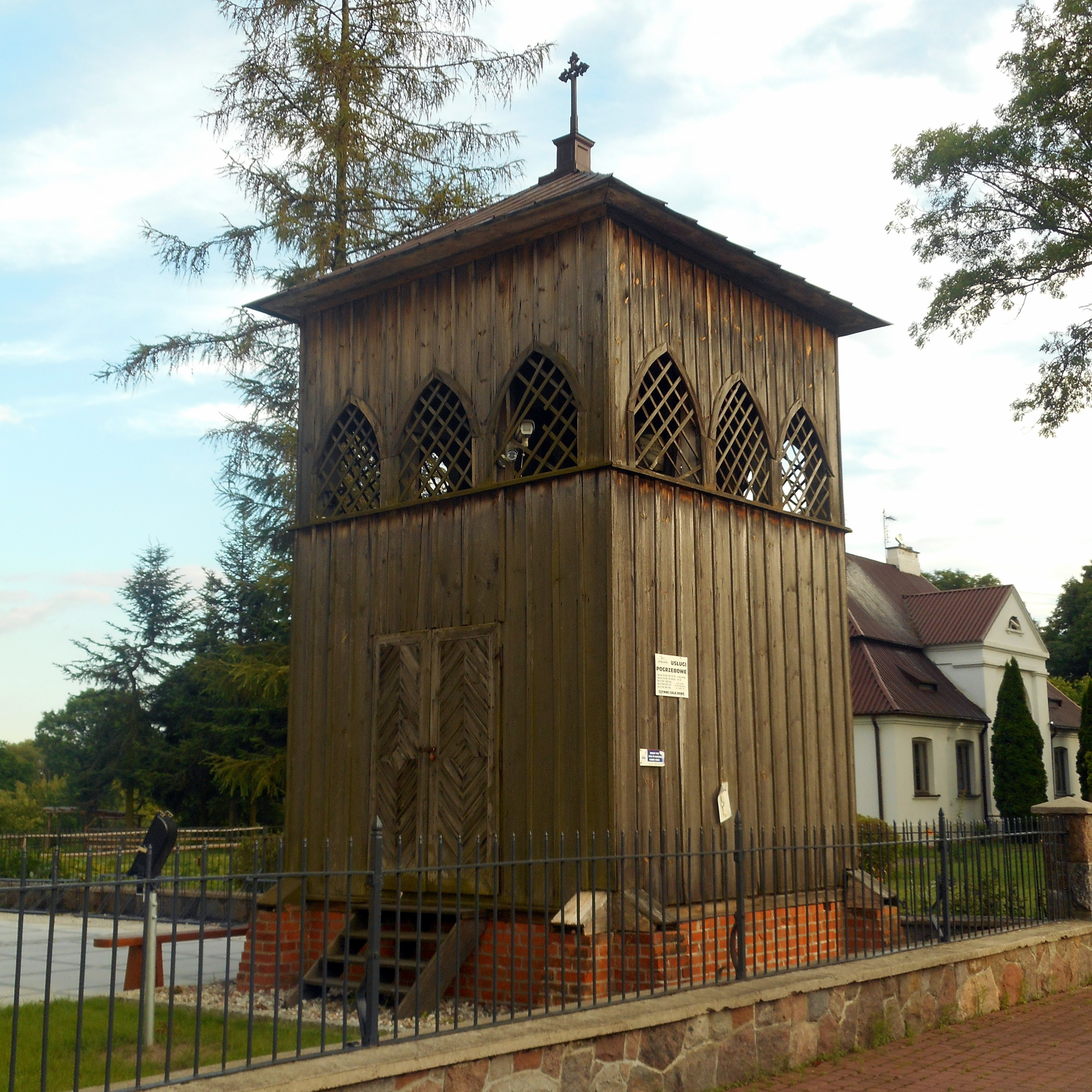
Dzwonnica

Parafia pw. św. Jana Chrzciciela w Brańszczyku – rzymskokatolicka parafia należąca do dekanatu Wyszków, diecezji łomżyńskiej, metropolii białostockiej.

## Historia
Parafia pw. św. Jana Chrzciciela w Brańszczyku została erygowana w 1402 r. przez biskupa płockiego Jakuba. Z powodu zaginięcia dokumentu erekcyjnego, biskup Piotr Dunin Wolski 13 maja 1590 r. wystawił nowy dokument. Prawdopodobnie jeszcze przed erygowaniem parafii w Brańszczyku istniała drewniana kaplica.

## Miejsca święte

### Kościół parafialny
Obecny kościół murowany pw. Wniebowzięcia NMP zbudowany w 1833 r. staraniem ks. Piotra Rejchela, konsekrowany w 1838 r. przez biskupa płockiego Franciszka Pawłowskiego.
W czasie wojny w 1944 r. kościół został znacznie zniszczony; gruntowny remont przeprowadzono w 1965 r. staraniem ks. proboszcza Izydora Antosiaka.
W latach 1995–2000 staraniem ks. prob. Pawła Stacheckiego odnowiono wnętrze kościoła i wykonano nową elewację zewnętrzną oraz wykonano nowy parkan wokół kościoła.

### Kościoły filialne i kaplice
- pw. Miłosierdzia Bożego w Domu Zgromadzenia Sióstr Rodziny Maryi w Brańszczyku
- pw. MB Bolesnej w Domu Pomocy Społecznej w Brańszczyku

### Dawniej posiadane lub użytkowane przez parafię świątynie
W historii parafii wymienia się kilka kościołów drewnianych, z których ostatni został zbudowany w 1728 r.

### Cmentarze
W odległości 1 km od parafii znajduje się cmentarz parafialny o powierzchni 2 ha.

## Inne budowle parafialne i obiekty małej architektury sakralnej

### Plebania
Plebania murowana wybudowana w 1924 r. staraniem ks. prob. Wacława Michała Wacławskiego.

## Obszar parafii
Liczba wiernych: 3800

### Zmiany administracyjne
Bullą Totus Tuus Poloniae populus papieża Jana Pawła II z 25 marca 1992 r. parafia Brańszczyk została włączona do diecezji łomżyńskiej z diecezji płockiej.

### Miejscowości i ulice
W granicach parafii znajdują się miejscowości:

- Brańszczyk,
- Brańszczyk Nowy,
- Budy Nowe,
- Budy Stare,
- Knurowiec,
- Niemiry,
- Ojcowizna,
- Przyjmy,
- Trzcianka
- Turzyn

## Działalność parafialna

### Uroczystości odpustowe
- św. Jana Chrzciciela
- św. Bonifacego
- Wniebowzięcia NMP

### Zgromadzenie Sióstr Franciszkanek Rodziny Maryi
Zgromadzenie obecnie liczy 8 sióstr, które prowadzą Ośrodek Szkolno-Wychowawczy dla chłopców z upośledzeniem umysłowym. Siostrą przełożoną jest s. Marianna Paziewska, która jest równocześnie dyrektorem Ośrodka. Od początku działalności do obecnej chwili w Brańszczyku pracowało 120 sióstr. Siostry przybyły do Brańszczyka we wrześniu 1928 r. na prośbę ówczesnego proboszcza – ks. Wacława Wacławskiego. Ordynariusz płocki ks. biskup Antoni Julian Nowowiejski erygował w 1929 roku Dom Zakonny Sióstr Rodziny Maryi zgodnie z wymogami prawa kościelnego. Od początku siostry prowadzą tu pracę opiekuńczo-wychowawczą i oświatową, służą pomocą w kościele.

## Duszpasterze

### Proboszczowie od 1833
- ks. kan. Piotr Reychel (albo Rejchel) 1833–1837 – 5 lat
- ks. kan. Bonifacy Ostrzykowski 1837–1874 – 37 lat
- ks. prał. Kazimierz Weloński 1874–1877 – 3 lata
- ks. Jan Żelazowski 1877–1911 – 34 lata
- ks. Józef Moderski 1911–1913 – 2 lata
- ks. kan. Romuald Krajewski 1913–1916 – 3 lata
- ks. kan. Wacław Michał Wacławski 1916–1947 – 31 lat
- ks. kan. Jan Flaczyński 1947–1958 – 11 lat
- ks. dr Bolesław Dudziński 1958–1963 – 5 lat
- ks. Izydor Antosiak 1963–1966 – 3 lata
- ks. Józef Brzeziński 1966–1977 – 11 lat
- ks. kan. Czesław Kiliś 1977–1989 – 12 lat
- ks. kan. Paweł Stachecki 1989–2020 – 31 lat
- ks. Jerzy Brzeziński od 1 września 2020 roku